# دیود ایمپت
دیود ایمپَت (به انگلیسی: IMPATT diode) (دیود زمان-گذار بهمنی با یونش ضربه‌ای) شکلی از دیود نیم‌رسانای توان-بالا است که در افزاره‌های الکترونیکی ریزموج با فرکانس-بالا استفاده می‌شود. آنها مقاومت منفی دارند و به عنوان نوسانگر و تقویت‌کننده در فرکانس‌های ریزموج استفاده می‌شوند. آنها در فرکانس‌های حدود ۳ و ۱۰۰ گیگاهرتز یا بالاتر کارمی‌کنند مزیت اصلی آنها قابلیت توان-بالای آنهاست. تنها دیودهای ایمپَت می‌توانند خروجی‌های ریزموج پیوسته تا ۳ کیلووات و خروجی‌های پالسی با توان بسیار بالاتر تولیدکنند. این دیودها در کاربردهای مختلفی از سامانه‌های راداری کم-توان گرفته تا هشدارهای مجاورتی استفاده می‌شوند. یک اشکال عمده دیودهای ایمپَت سطح بالای نویز فازی است که تولیدمی‌کنند، این نتیجه از ماهیت آماری فرایند بهمنی است.

## پیدایشگاه
در سال ۱۹۵۶ دبلیو تی رید و رالف ال جانستون از آزمایشگاه‌های تلفن بل پیشنهاد کردند که یک دیود بهمنی که تأخیر زمانی قابل‌توجهی از خود نشان می‌دهد ممکن است یک مشخصهٔ مقاومت منفی نشان‌دهد. این اثر به زودی در دیودهای سیلیکونی معمولی و توسط نوسان‌سازهای اواخر دهه ۱۹۶۰ در ۳۴۰ گیگاهرتز تولیدشده بود، نشان داده شد. دیودهای سیلیکونی ایپت می‌توانند تا ۳ کیلووات توان را به‌طور پیوسته تولیدکنند، با توانی بالاتر در پالس‌ها.

## تراپت
یک افزاره نوسان‌ساز ریزموج با ساختاری مشابه دیود ایمپت، دیود تراپت است که مخفف عبارت «گذار چکاننده بهمنی با پلاسما تله‌شده» (به انگلیسی: Trapped plasma avalanche triggered transit) است. این حالت عملکرد توان و بازدهی نسبتاً بالایی دارد، اما در فرکانس کمتری از افزارهٔ حالت ایمپت کارمی‌کند.

## بیشتر خواندن
- D. Christiansen, C.K. Alexander, and R.K. Jurgen (eds.) Standard Handbook of Electronic Engineering (5th edition). McGraw Hill. p. 11.107–11.110 (2005). شابک ‎۰−۰۷−۱۳۸۴۲۱−۹
- M. S. Gupta: Large-Signal Equivalent Circuit for IMPATT-Diode Characterization and Its Application to Amplifiers. 689–694 (نوامبر ۱۹۷۳). Microwave Theory and Techniques. IEEE Transactions Volume: 21. Issue: 11. ISSN 0018-9480
- R. L. Jonston, B. C. DeLoach Jr. , and B. G. Cohen: A Silicon Diode Oscillator. Bell System Technical Journal. 44, 369 (1965)
- H. Komizo, Y. Ito, H. Ashida, M. Shinoda: A 0.5-W CW IMPATT diode amplifier for high-capacity 11-GHz FM radio-relay equipment. 14–20 (فوریه ۱۹۷۳). IEEE Journal Volume: 8. Issue: 1. ISSN 0018-9200
- W. T. Read, Jr. , A proposed high-frequency, negative-resistance diode, Bell System Technical Journal, 37, 401 (1958).
- S. M. Sze: Physics of Semiconductor Devices. second edition. John Wiley & Sons. 566–636 (1981). شابک ‎۰−۴۷۱−۰۵۶۶۱−۸
- M. S. Tyagi: Introduction to Semiconductor Materials and Devices. John Wiley & Sons. 311–320 (1991). شابک ‎۰−۴۷۱−۶۰۵۶۰−۳